# Reiner Becker
Reiner Becker (* 1971) ist ein deutscher Politikwissenschaftler.

## Leben
Becker studierte 1993 bis 2003 Sozialwesen sowie Politikwissenschaft, Soziologie und Philosophie an der Philipps-Universität Marburg (M.A.), der Georg-August-Universität Göttingen und der Gesamthochschule Universität Kassel. Von 2004 bis 2007 war er Stipendiat im Graduiertenkolleg „Gruppenbezogene Menschenfeindlichkeit“ der Universitäten Marburg/Bielefeld. Im Jahr 2007 wurde er bei Benno Hafeneger und Mathias Bös an der Philipps-Universität Marburg mit der Dissertation Ein normales Familienleben. Interaktion und Kommunikation zwischen rechten Jugendlichen und ihren Eltern zum Dr. phil. promoviert.
In den Jahren 2009 und 2010 begleitete er das Projekt „Jugendfeuerwehren strukturfit für Demokratie“ der Deutschen Jugendfeuerwehr. Von 2010 bis 2014 war er Leiter des Projekts „Rote Linie – Hilfen zum Ausstieg vor dem Einstieg“. Seit 2011 ist er Landeskoordinator des beratungsNetzwerks hessen. Überdies ist er seit 2007 wissenschaftlicher Mitarbeiter am Institut für Erziehungswissenschaft der Marburger Universität und bei der Landeskoordinierungsstelle des „beratungsNetzwerks hessen – Mobile Intervention gegen Rechtsextremismus“. Er forscht intensiv zum Thema Rechtsextremismus.

## Schriften (Auswahl)
- mit Benno Hafeneger: Rechte Jugendcliquen. Zwischen Unauffälligkeit und Provokation. Eine empirische Studie (= Wochenschau Wissenschaft). Wochenschau-Verlag, Schwalbach 2007, ISBN 978-3-89974-387-6.
- Rechtsextremismus (= Wochenschau, Sek. II. Nr. 5). Wochenschau-Verlag, Schwalbach 2008, ISBN 978-3-89974-426-2.
- Ein normales Familienleben. Interaktion und Kommunikation zwischen „rechten“ Jugendlichen und ihren Eltern (= Wochenschau Wissenschaft). Wochenschau-Verlag, Schwalbach 2008, ISBN 978-3-89974-380-7.
- mit Benno Hafeneger, Alexander Brandt, Philipp Cordts, Anja Krieger, Grete Schläger, Thomas Schwartz: „Mit anderen Augen sehen“. Jugendfeuerwehr fit für Demokratie. Ein Evaluationsbericht. Wochenschau-Verlag, Schwalbach 2011, ISBN 978-3-89974-725-6.
- mit Kerstin Polloks (Hrsg.): Jugend an der roten Linie. Analysen von und Erfahrungen mit Interventionsansätzen zur Rechtsextremismusprävention. [Praxishandbuch]. Wochenschau-Verlag, Schwalbach 2013, ISBN 978-3-89974-910-6.